# 1362 그리콰
1362 그리콰(1362 Griqua)는 남아프리카 공화국의 민족인 그리콰인에서 이름을 딴 소행성으로, 큰 궤도 이심률을 가지고 목성과 2:1의 궤도 공명을 하는 소행성이다. 티세랑 변수에서 혜성에 가깝다.